# Mètode trapezial

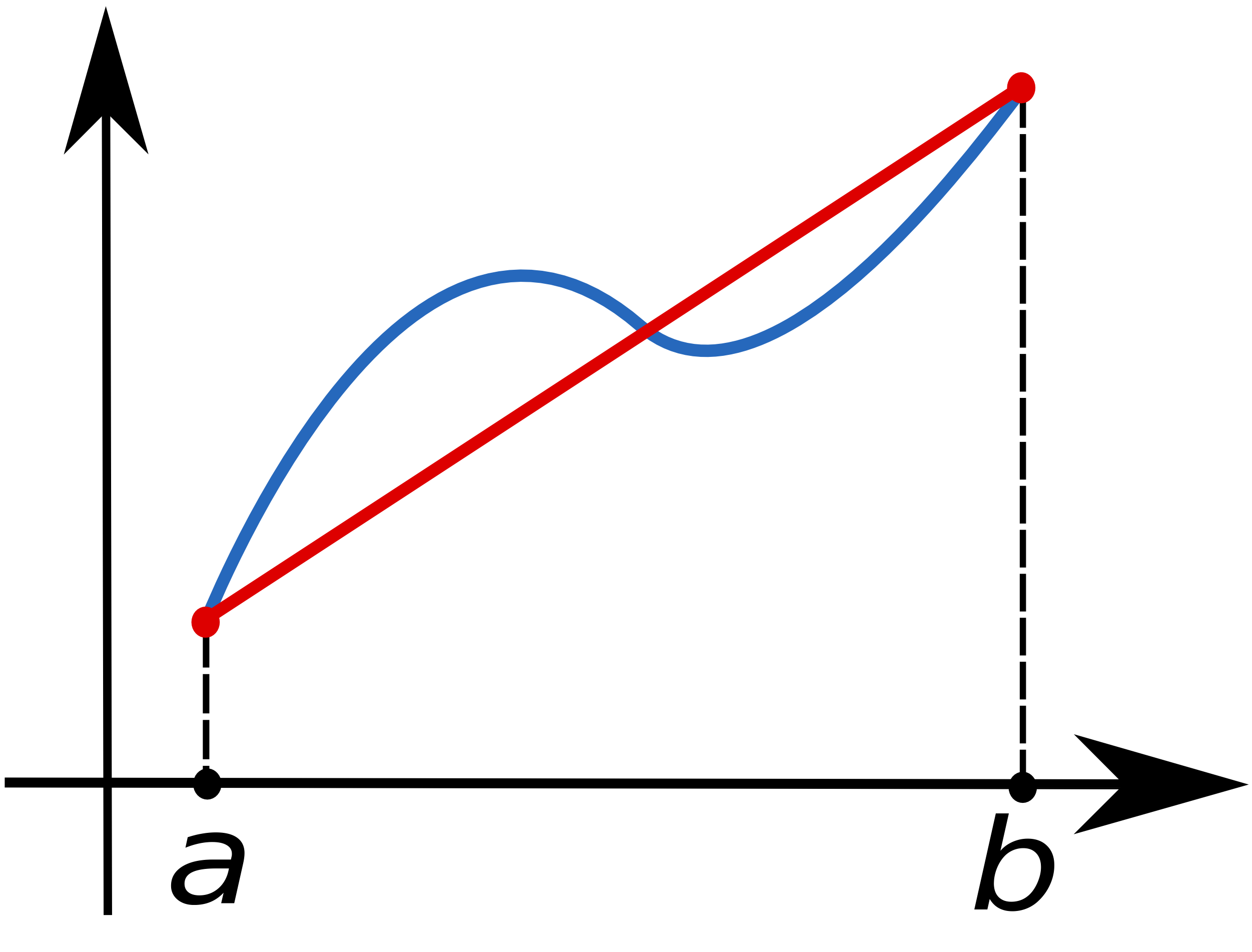
La funció f(x) (blau) s'aproxima emprant una funció lineal (vermell).

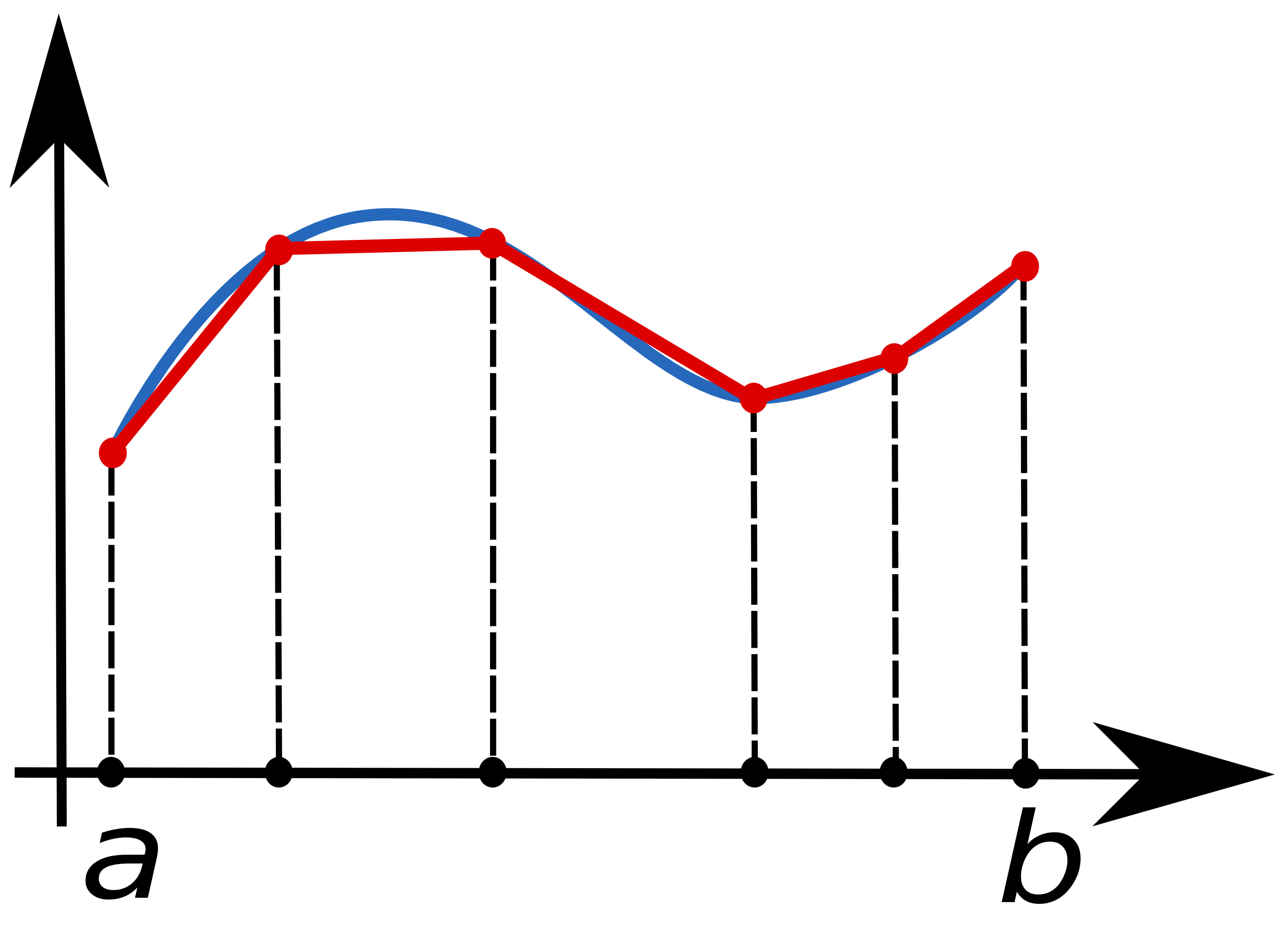
Il·lustració del mètode trapezial compost (amb una partició no uniforme).

En matemàtiques, el mètode trapezial és una forma d'aproximar la integral definida
{\displaystyle \int _{a}^{b}f(x)\,dx.}
El mètode trapezial, es basa a aproximar la regió de sota el gràfic de la funció {\displaystyle f(x)} per un trapezi i llavors calcular l'àrea d'aquest trapezi.

## Formulació
D'aquest plantejament en resulta que
{\displaystyle \int _{a}^{b}f(x)\,dx\approx (b-a){\frac {f(a)+f(b)}{2}}.}
Per a obtenir més exactitud en l'aproximació de la integral, primer es parteix l'interval d'integració {\displaystyle [a,b]} en n subintervals més petits, llavors s'aplica el mètode trapezial a cada un i finalment se sumen totes les àrees. Aquest és el mètode trapezial compost:
{\displaystyle \int _{a}^{b}f(x)\,dx\approx {\frac {b-a}{n}}\left({f(a)+f(b) \over 2}+\sum _{k=1}^{n-1}f\left(a+k{\frac {b-a}{n}}\right)\right).}
Que també es pot escriure com:
{\displaystyle \int _{a}^{b}f(x)\,dx\approx {\frac {b-a}{2n}}\left(f(x_{0})+2f(x_{1})+2f(x_{2})+\cdots +2f(x_{n-1})+f(x_{n})\right)}
on 
{\displaystyle x_{k}=a+k{\frac {b-a}{n}},} per {\displaystyle k=0,1,\dots ,n} (també es pot fer servir una partició no uniforme).
EL mètode trapezial forma part de la família de mètodes per a la integració numèrica anomenats fórmules de Newton-Cotes.
El mètode de Simpson n'és un altre de la mateixa família (sovint més exacte). El mètode de Simpson i altres de l'estil poden millorar el mètode trapezial per a funcions que són contínuament derivables dos cops, en canvi per a funcions més bastes el mètode trapezial pot ser preferible. És més, el mètode trapezial, tendeix a ser extremadament exacte quan s'integren funcions periòdiques si l'interval d'integració coincideix amb el seu període, un fet que s'entén millor a la llum de la fórmula de Euler-Maclaurin. En canvi, per a funcions no periòdiques, els mètodes amb punts desigualment espaiats com ara la quadratura de Gauss o la quadratura de Clenshaw-Curtis en general són, de lluny, més exactes.
Un avantatge del mètode trapezial és que el signe de l'error de l'aproximació es pot conèixer amb facilitat. Una integral aproximada amb aquest mètode sobre una funció còncava resultarà sobreestimada a causa del fet que els trapezis inclouen tota l'àrea de la funció i s'estenen per damunt seu. Emprant aquest mètode amb una funció convexa quedarà infravalorada a causa del fet que a cada trapezi hi haurà un bocí de l'àrea de la funció que quedarà per damunt del trapezi. Si l'interval té un punt d'inflexió, llavors l'error és més difícil d'identificar.

## Error
L'error d'aproximació quan es fa servir el valor del punt mitjà disminueix en proporció del cub de l'amplada del rectangle:
{\displaystyle {\text{error}}=-{\frac {(b-a)^{2}}{12n^{2}}}{\big (}f'(b)-f'(a){\big )}+O(n^{-3}).}
Per algun {\displaystyle \xi } de l'interval d'integració.